# Jaume Aligué i Escudé
Jaume Aligué i Escudé (Tàrrega, 5 de juny de 1952) és un polític català.

## Biografia
Estudià peritatge mercantil i treballà com interventor i director d'oficina a Banca Catalana i a Caixa d'Estalvis de Terrassa. De 1970 a 1974 va ser a l'escoltisme i de 1981 a 1988 fou vocal de l'Associació d'Amics de l'Arbre.
Milita a Convergència Democràtica de Catalunya (CDC) des de 1976 i fou cap del comitè de la comarca d'Urgell. El 1983 fou nomenat tinent d'alcalde de l'ajuntament de Tàrrega i president del Consell Comarcal de l'Urgell de 1988 a 1995. Fou elegit diputat per la província de Lleida a les eleccions al Parlament de Catalunya de 1984, 1988, 1992 i 1995. Ha estat secretari de la Comissió Parlamentària de la Sindicatura de Comptes (1984-1988), Secretari de la Comissió de Control Parlamentari de l'Actuació de la Corporació Catalana de Ràdio i Televisió i de les Empreses Filials (1988-1992 i 1995). Fou regidor d'urbanisme de l'ajuntament de Tàrrega des de les eleccions municipals de 1987.